# Der Wohltäter
Der Wohltäter ist ein bayerischer Heimatfilm von Wolf Dietrich aus dem Jahr 1975. Er spielt in Reitmehring (Wasserburg am Inn). Neben Gustl Bayrhammer in der Titelrolle spielen Franziska Stömmer, Andrea L’Arronge und Carolin Ohrner wichtige Rollen.

## Handlung
Die Kinder Sonja und Helmut Schmitt haben durch einen Autounfall ihre Eltern verloren. Zunächst übernimmt ihre Großmutter die Aufsicht und Betreuung der beiden. Als sie aus gesundheitlichen Gründen diese Aufgabe nicht mehr wahrnehmen kann, gibt ihnen Bürgermeister und Brauereibetreiber Gassner ein neues Heim. So sichert er sich Respekt und Anerkennung im Dorf. Was wirklich geschah ahnt keiner: Der egozentrische  Gassner ließ seine minderjährige Tochter Christa mit seinem abgemeldeten, mittelgrünen alten Mercedes fahren. Während dieser Fahrt ohne Führerschein verursachte sie den Unfall und zwang ihren Vater  erst zu dieser nach außen hin „guten Tat“. Sollte nämlich die Wahrheit ans Licht kommen, befürchtet Gassner eine Niederlage bei der anstehenden Bürgermeisterwahl und Schädigung seines Rufes. 
Gassner versteckt das Unfallfahrzeug in der Remise auf seinem Hof. Als sein Angestellter Karl das Fahrzeug dort entdeckt, schenkt er ihm ein erschlossenes Grundstück. Da die Polizei den Unfallwagen nicht findet, macht sich Sonja selbst auf die Suche. Unter dem Vorwand, sie wolle zum Friedhof, fährt sie mit dem Fahrrad durchs Dorf. Kurz vor ihrer Abreise in ein Kinderheim entdeckt Sonja das Unfallfahrzeug in der Remise des Bürgermeisters. Sie eilt zur Polizeistation des Dorfes. Als sie den Polizisten von ihrer Entdeckung berichtet, werden diese zu einem Brand in Frabertsham abberufen. Polizist Brandmeier verspricht Sonja, sich später um ihr Anliegen zu kümmern. 
Da er sein Versprechen aufgrund des Einsatzes nicht halten kann, sieht Sonja nur einen Ausweg: Sie zündet die Remise mitsamt dem Unfallwagen an. Als die Polizei am nächsten Tag eintrifft, um die Brandursache zu ermitteln, sind Sonja und Helmut bereits auf dem Weg ins Heim. Der Schaden am Fahrzeug bleibt – auch aufgrund der Brandeinwirkung – unentdeckt.

## Veröffentlichung
Der Film wurde vom Bayerischen Rundfunk am 1. Februar 1975 zur Hauptsendezeit erstmals gezeigt. In der ARD Das Erste wurde der Film am 15. April 1975 erstausgestrahlt.

## Kritik
TV Spielfilm zeigte mit dem Daumen nach oben, gab für Anspruch einen und für Spannung zwei von drei möglichen Punkten und zog das Fazit: „Bayrischer Heimatfilm mit Sinn und Verstand.“
In der Hörzu Nr. 18 von 1975, Seite 45, war zu lesen: „Der Autorin und dem Regisseur gelang ein handfestes Volksstück mit erschreckenden Einsichten in die Handlungsweisen so mancher rechtschaffener Leute. Die zweite Geschichte, die in dem Stoff steckte, die Tragödie des Kindes, wurde nur in seltenen Momenten sichtbar.“
Bild+Funk Nr. 18 von 1975, Seite 103, führte aus, das bayerische Volksstück habe „seinen Weg vom 3. ins 1. Programm zu Recht gefunden“. Zwar sei „die Grundidee nicht neu“, dennoch erreiche es – „vor allem durch den dramatischen Schluss – Originalität und eine starke Aussagekraft“. „Besonders eindrucksvoll“ sei „das Spiel der Kinder“. Man dürfe „auf weitere Arbeiten der Autorin Käthe Braun, die mit dem Wohltäter ihr Debüt“ gegeben habe, „gespannt sein“.
In der Funkuhr Nr. 18 von 1975, Seite 15, wurde gelobt: „Ganz große Klasse: ‚Der Wohltäter‘ von Käthe Braun. Ihre ‚hinterlistige‘ Dramatik spannte den Zuschauer 85 Minuten lang auf die Folter. Ganz hervorragend: Gustl Bayrhammer und Caroline Ohrner.“
Auch in der Fernsehzeitschrift Gong Nr. 29 von 1982, Seite 62, wurde gelobt: „Was die Autorin Käthe Braun an Schuld und Unschuld, an Verwirrungen und Verfilzungen zusammenbraute – das war schon eine satte Leistung.“

## Fortsetzung
1980 entstand eine Fortsetzung unter dem Titel Die Undankbare mit anderer Besetzung.